# Kitalpha
Kitalfa eller Alfa Equulei (α Equulei, förkortat Alfa Equ, α Equ) som är stjärnans Bayerbeteckning, är en dubbel stjärna belägen i den mellersta delen av stjärnbilden Lilla hästen. Den har en skenbar magnitud på 3,92 och är synlig för blotta ögat där ljusföroreningar ej förekommer. Baserat på parallaxmätning inom Hipparcosuppdraget på ca 17,1 mas, beräknas den befinna sig på ett avstånd på ca 190 ljusår (ca 52 parsek) från solen.

## Nomenklatur
Alfa Equulei har det traditionella namnet Kitalpha (sällan Kitel Phard eller Kitalphar), som är en sammandragning av det arabiska namnet قطعة الفرس qiṭ'a (t) al-faras "en bit av hästen". 
År 2016 organiserade Internationella astronomiska unionen en arbetsgrupp för stjärnnamn (WGSN) med uppgift att katalogisera och standardisera riktiga namn för stjärnor. WGSN fastställde namnet Kitalpha för denna stjärna den 21 augusti 2016, vilket och nu är infört i IAU:s Catalog of Star Names.

## Egenskaper
Primärstjärnan, Kitalpha A, är en gul till vit jättestjärna av spektralklass G7 III. Den har en massa som är ca 2,3 gånger större än solens massa, en radie som är ca 9 gånger större än solens och utsänder från dess fotosfär ca 52 gånger mera energi än solen vid en effektiv temperatur på ca 5 100 K.
Kitalpha är en spektroskopisk dubbelstjärna bestående av två individuella stjärnor. Följeslagaren är en stjärna i huvudserien av spektraltyp A och ungefär 26 gånger ljusare än solen. Den har en effektiv temperatur på 8 150 K och en radie som är 2,6 gånger större än solens. Det är en kemiskt märklig Am-stjärna. De två stjärnorna roterar i en cirkulär bana med en omloppsperiod på 98,8 dygn.